# Mehdi Benatija
Mehdi Benatija (arabul: المهدي أمين بن عطية المتقي – al-Maḥdī Amīn ibn ʿAṭṭīya al-Muttaqī, a sajtóban Mehdi Benatia; Courcouronnes, 1987. április 17. –) Franciaországban született marokkói válogatott labdarúgó, a katari ed-Duhaíl játékosa.

## Pályafutása

### Gyermekkora
Marokkói apa és algériai anya gyermekeként született a franciaországi Courcouronnes-ban. Serdülőéveit Évryben és Créteil-ben töltötte, majd Clairefontainhez, Európa egyik legnevesebb labdarúgással foglalkozó központjához került. Tizenhat évesen az Olympique de Marseille ifjúsági csapatához igazolt.

### Franciaországban
2006-ban tapasztalatszerzés céljából a másodosztályú Tours FC-hez igazolt kölcsönjátékosként, ahol 29 mérkőzésen lépett pályára. A 2007–2008-as szezonban az élvonalbeli FC Lorient vette kölcsön, azonban olyan súlyos térdsérülést szenvedett, hogy a teljes idényt ki kellett hagynia.
Miután Marseille-ben továbbra sem kapott lehetőséget, 2008 júniusában a másodosztályú Clermont játékosa lett. Védőként olyan jó teljesítményt nyújtott, hogy több európai klub érdeklődését is felkeltette.

### Udinese
2010 januárjában 500 ezer euróért megvásárolta az olasz Udinese, azonban csak nyáron csatlakozott a csapathoz. Egy Internazionale elleni bajnoki mérkőzésen lépett először pályára Olaszországban. A 6. fordulóban rendezett Udinese–Cesena-mérkőzésen szerezte meg első gólját. A 8. fordulóban a Palermo ellen is betalált. Szezonbeli harmadik gólját a 29. fordulóban szerezte. Csapatával a 4., Bajnokok Ligája-szereplést jelentő helyen zárt.

### AS Roma
2013. július 13-án jelentették be, hogy a fővárosi AS Roma 13,5 millió euró értékben leigazolta Benatiját. A klub ötéves szerződést kötött a játékossal.

## Válogatottakban
2005-ben bemutatkozott a francia U18-as labdarúgó-válogatottban, azonban később úgy döntött, hogy édesapja szülőhazáját képviselné. 2008. november 18-án egy Zambia elleni barátságos mérkőzésen debütált a marokkói válogatottban. Első gólját 2011. június 4-én, az Algéria elleni Afrika-kupa-selejtezőn szerezte.